# Dineutus robertsi
Dineutus robertsi là một loài bọ cánh cứng trong họ van Gyrinidae. Loài này được Leng miêu tả khoa học năm 1911.